# Queso Colby
El Colby es un queso semiduro de color naranja elaborado con leche de vaca. Debe su nombre a la ciudad de Colby (Wisconsin, EE. UU.), donde se elaboró por primera vez en 1885 y se popularizó rápidamente.
El Colby se fabrica siguiendo un proceso similar al del queso cheddar. En lugar del proceso de cheddar, el suero se escurre parcialmente una vez cocida la cuajada, y se añade agua fría para disminuir la temperatura de la mezcla. Tradicionalmente, el Colby tiene una textura abierta con agujeros irregulares y se prensa en una forma cilíndrica llamada longhorn. El proceso de cuajado lavado da como resultado un queso de sabor suave, más húmedo y blando que el cheddar. El Colby se suele utilizar en bocadillos, sándwiches y ensaladas.
Entre sus derivados se encuentran el Colby-Jack, un queso marmolado producido mezclando cuajadas Colby y Monterey Jack, y el queso Pinconning, un estilo de Colby desarrollado en Míchigan. La ciudad de Colby considera el queso una parte importante de su historia, y organiza un festival anual para promocionar el queso Colby, y en la legislatura del estado de Wisconsin se han presentado varias propuestas para designar al Colby queso oficial del estado.

## Historia

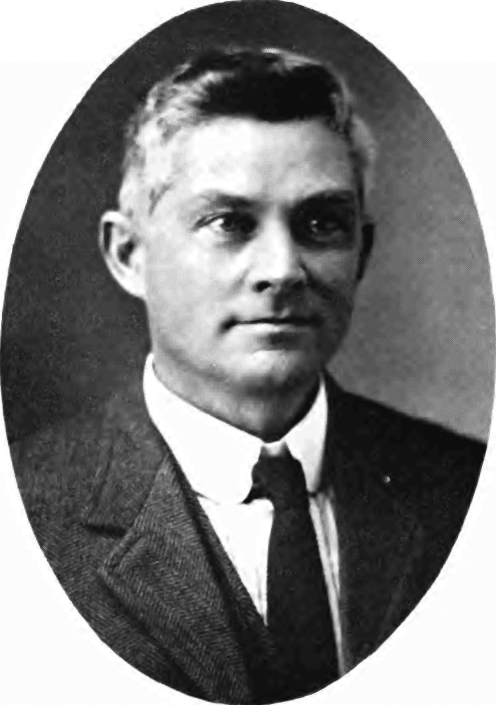
Joseph Steinwand alrededor de 1918

En 1882, Ambrose y Susan Steinwand establecieron una fábrica de queso cerca de Colby (Wisconsin), en un terreno de 65 hectáreas que habían adquirido cinco años antes. El hijo de los Steinwand, Joseph, creó el queso en la fábrica en 1885, cuando manipulaba un lote de queso cheddar y lavó la cuajada con agua fría. Los relatos difieren sobre si la creación fue intencionada. Según algunas fuentes, Joseph había asistido a un curso de fabricación de queso y estaba específicamente interesado en desarrollar un nuevo tipo de queso; según otras, descuidó escurrir el exceso de humedad tras añadir agua fría y descubrió accidentalmente el resultado. El queso resultante, más húmedo que el cheddar, recibió el nombre de la ciudad cercana y se popularizó rápidamente porque no requería el complicado proceso del cheddar.

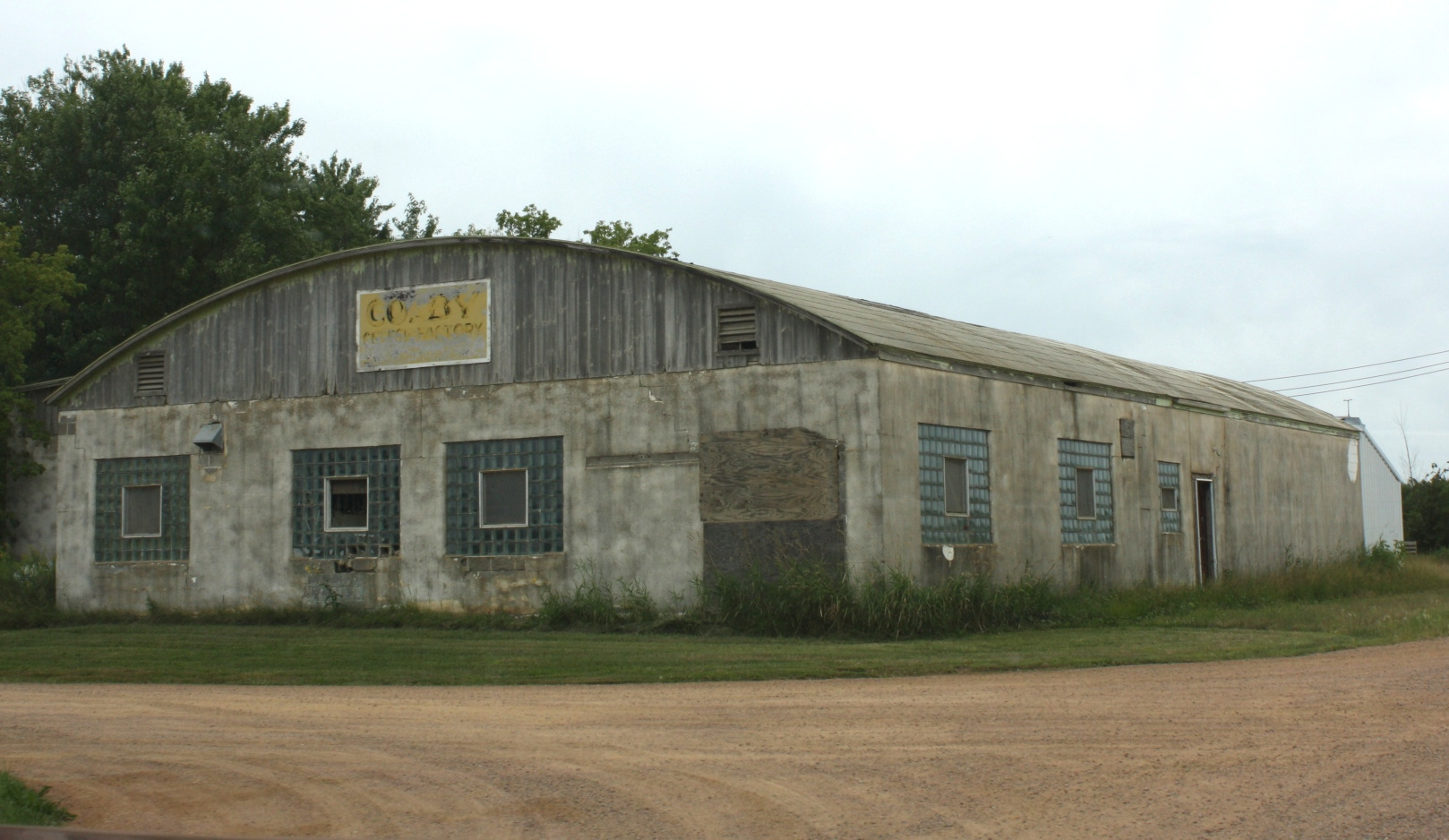
Edificio de la fábrica de queso Colby en 2012

En 1896, la familia producía 3.000 dólares (equivalentes a 110.000 dólares en 2023) de queso al año. Aunque tradicionalmente se ha atribuido su desarrollo a Ambrose y Joseph Steinwand, la historiadora Joan M. Jensen señala que en la fabricación de queso de la época solía participar toda la familia, incluidas las mujeres, que a menudo eran expertas queseras. En 1898, el Colby Phonograph informaba de que "un comerciante de Phillips da como una de las 13 razones por las que la gente debería comerciar con él, que vende el auténtico queso Steinwand Colby". La ciudad de Colby organiza un festival anual en julio, "Colby Cheese Days", para promocionar el queso desde 1965. Ese mismo año, Lawrence Hoernke construyó una nueva fábrica de queso Colby en el emplazamiento de la fábrica original de los Steinwand; producía unas 1.800 kg (4.000 lb) de Colby al día hasta que cerró en 1983.
Se han presentado varias propuestas para hacer del Colby el queso oficial del estado de Wisconsin y añadir la designación al Libro Azul de Wisconsin publicado por el gobierno estatal. En 1998, la ciudad de Colby adoptó una resolución de apoyo a la medida y la Asamblea del Estado de Wisconsin votó 81-15 a favor, pero el proyecto de ley no fue votado por el Senado. En 2019 se introdujo una medida similar, pero no se votó ni en la Asamblea ni en el Senado. En 2021, el proyecto de ley fue presentado nuevamente en un comité de la Asamblea por la representante estatal Donna Rozar y la senadora estatal Kathy Bernier, con la bisnieta de Joseph Steinwand hablando en apoyo de la medida. Los partidarios del proyecto de ley dijeron que conmemora la historia lechera de Wisconsin, mientras que los críticos argumentaron que una designación especial para Colby podría socavar las ventas de otros quesos, incluyendo cheddar y mozzarella, que también se producen en el estado.

## Producción

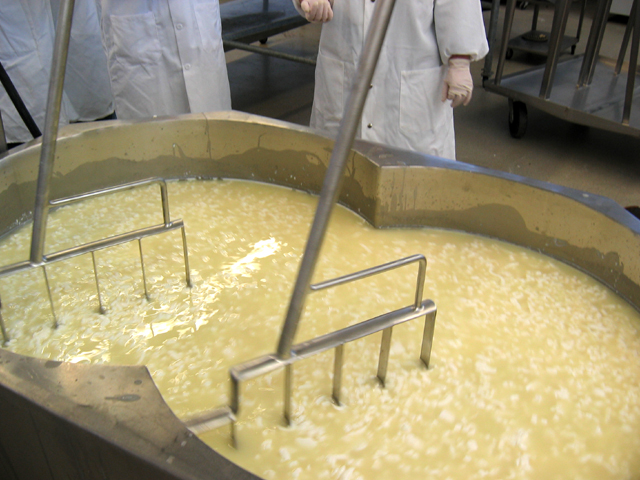
Cocción de la cuajada en una quesera

El proceso de fabricación del Colby es similar al del queso cheddar, salvo que la mezcla no pasa por el proceso de cuajado. La leche de vaca estandarizada con una relación proteína-grasa de 0,96 se pasteuriza y se almacena a 31 °C (88 °F) mientras se añade el fermento láctico Lactococcus lactis (subespecie lactis y/o cremoris). Después de una hora, se añaden 70 ml de achiote, un colorante, y 190 ml de cuajo diluido por cada 1.000 kg de leche. La mezcla se deja cuajar de 15 a 30 minutos. A continuación, se corta la cuajada y se cuece a 39 °C (102 °F) hasta que el pH del suero sea de 6,2 a 6,3 aproximadamente.
A continuación, en lugar de escurrir todo el suero y cuajar el resto de la cuajada, sólo se escurren aproximadamente dos tercios del suero hasta que la cuajada rompe la superficie. Se añade agua fría hasta que la temperatura de la mezcla sea de unos 27 °C (81 °F); si se aumenta ligeramente esta temperatura se obtiene un queso menos húmedo. Después de lavar con el agua fría durante 15 minutos, se escurre completamente la mezcla y se añade sal a la cuajada. La cuajada se coloca en moldes que la prensan a una presión de 69 a 138 kPa (10 a 20 psi) durante 16 a 18 horas. A continuación, se envasa y madura de 2 a 3 meses a una temperatura de 3 a 4 °C (37 a 39 °F). Este proceso produce de 10 a 11 kg de queso por 100 kg de leche. El Monterey Jack tiene un proceso de fabricación similar, con la diferencia de que se deja reposar la cuajada después de escurrir el suero hasta que alcanza un pH de 5,3. El Colby se prensa tradicionalmente en forma cilíndrica de 33 cm de largo y 10 a 15 cm de diámetro. En esta forma, también se conoce como "longhorn". El queso también puede prensarse en forma rectangular con rectángulos más pequeños o formas de media luna cortados a partir de él.
En su informe anual sobre la industria láctea, el Departamento de Agricultura de Estados Unidos (USDA) agrupa "otras variedades americanas" de queso, entre las que se incluyen Colby, Monterey Jack y otras variedades lavadas y batidas. En 2020, el USDA informó de que Estados Unidos producía 1.500 millones de libras (0,68 billones de kg) de estos quesos en 144 plantas. Wisconsin fue el estado líder con 320 millones de libras (150 millones de kg) producidos en 44 plantas, y California produjo 286 millones de libras (130 millones de kg) de queso en 11 plantas.

## Carácter

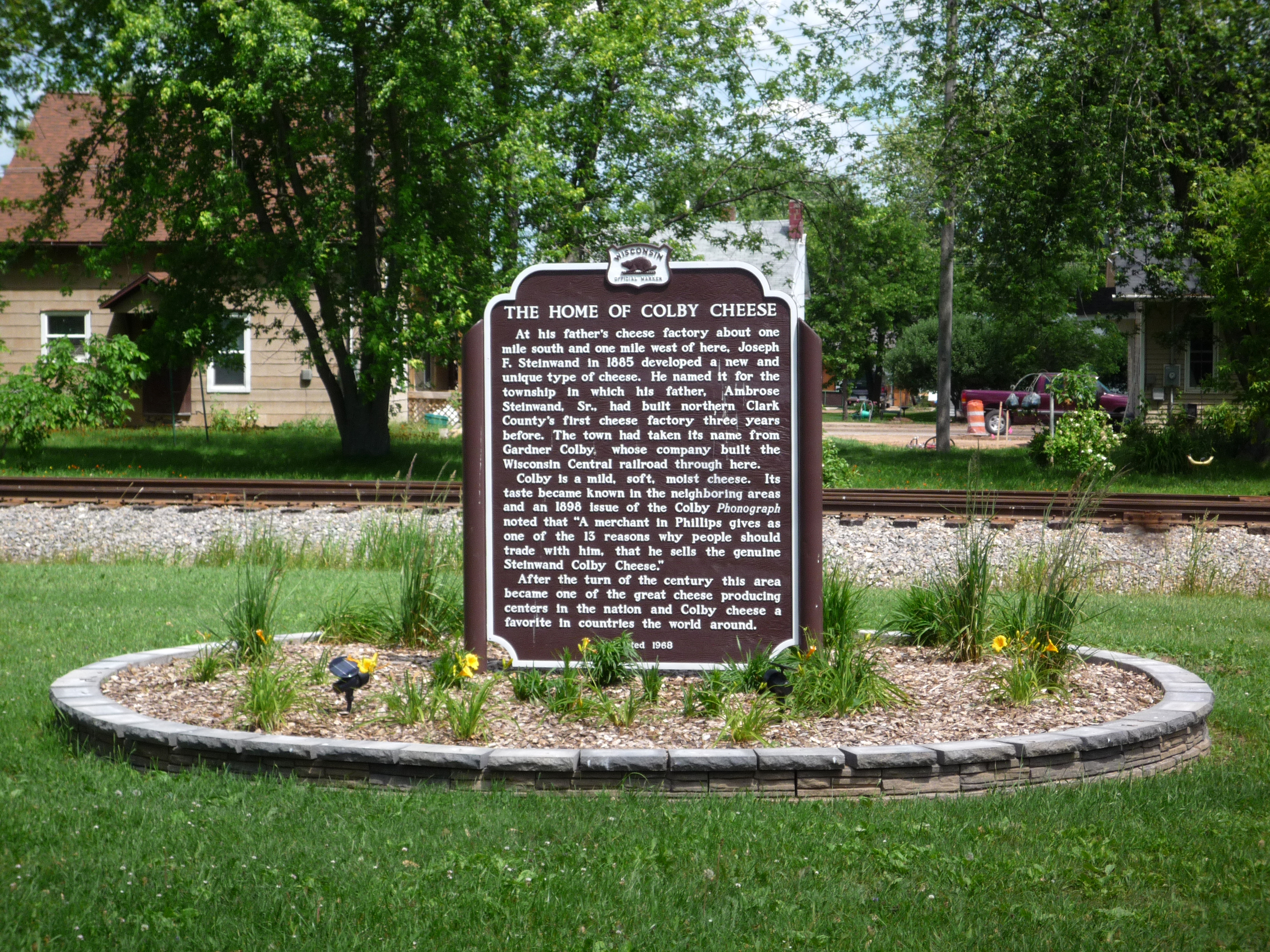
Un indicador en Colby, Wisconsin, describe el queso Colby como "un queso suave, blando y húmedo".

El Colby es un queso semiduro. Su proceso de cuajada lavada produce una textura más húmeda y blanda que el cheddar. La reducida acidez de la cuajada le confiere un sabor suave y lácteo, y su color anaranjado se debe al achiote. Comparado con quesos más quebradizos como el Cheshire, el Colby es relativamente elástico porque su suero se escurre con un pH alto. La norma de identidad en Estados Unidos, según el Título 21 del Código de Reglamentos Federales, dicta que el Colby debe tener un contenido de agua igual o inferior al 40% y que el contenido de sólidos debe contener al menos un 50% de grasa láctea. En la práctica, el contenido de sólidos suele ser del 52-53%, lo que da un contenido total de grasa del 31-32%, y el contenido de sal suele ser del 1,5-1,8%.En comparación con el cheddar, el contenido de calcio es ligeramente inferior. El Colby tradicional tiene una textura abierta con agujeros irregulares. Este aspecto solía ser exigido por su norma de identidad en Wisconsin, pero el requisito se eliminó debido a que el envasado al vacío eliminaba los agujeros del queso y creaba una textura compacta.
El mayor contenido de humedad del Colby en comparación con el cheddar le confiere un cuerpo débil y no mantiene su calidad durante tanto tiempo. A menudo desarrolla un sabor amargo y se vuelve extremadamente blando al cabo de 100 días, y normalmente se recomienda consumirlo en un plazo de tres meses. Las bacterias transmitidas por los alimentos, como Listeria monocytogenes, Staphylococcus aureus y Salmonella, tienen más probabilidades de desarrollarse en quesos con un contenido de humedad superior al 50% que en quesos duros o semiduros como el Colby.

## Usos y derivados

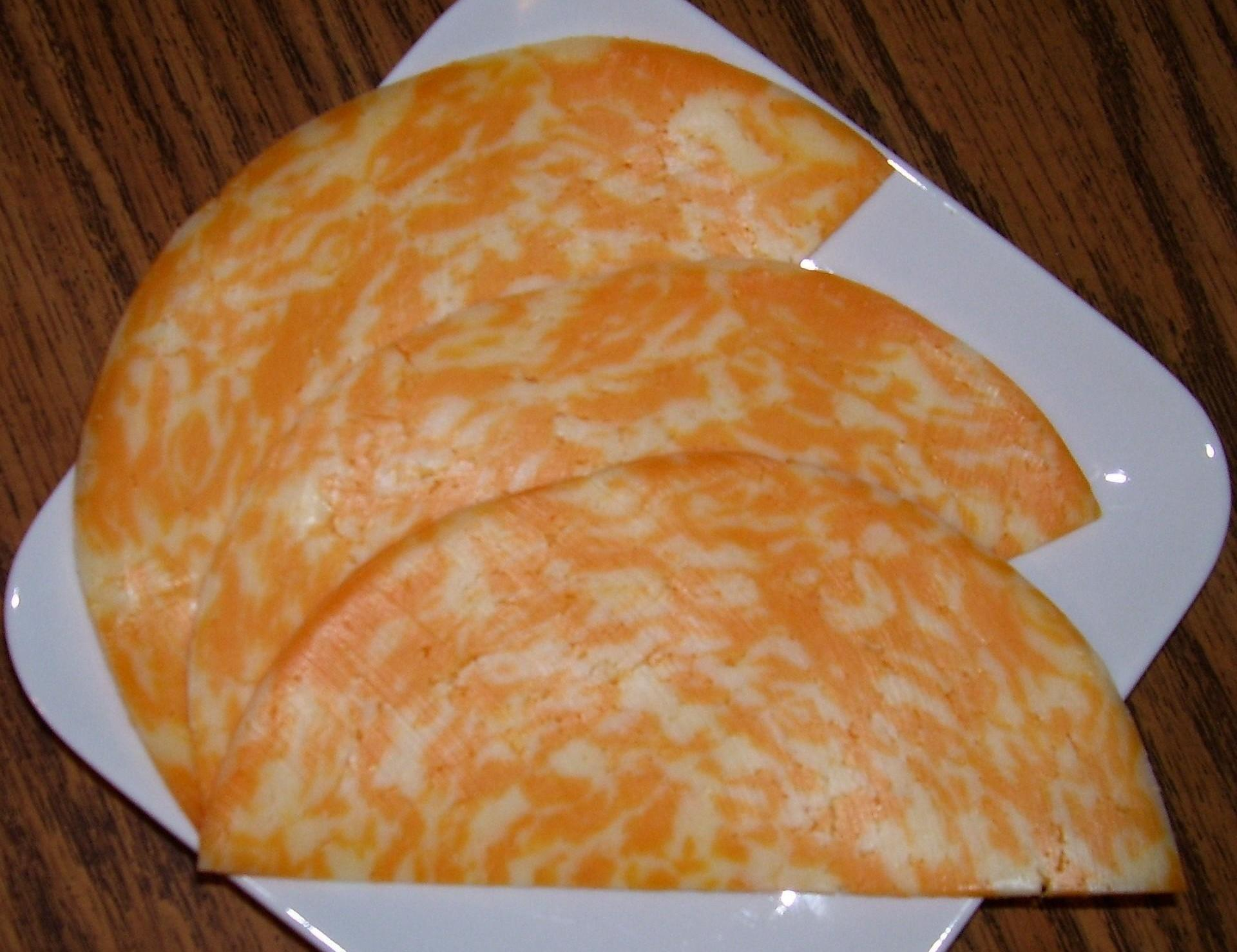
Rebanadas de Colby-Jack

Debido a su sabor suave, el Colby rara vez se utiliza en la cocina. En cambio, se suele utilizar como queso de mesa y en aperitivos, bocadillos y ensaladas. También puede rallarse y combinarse con otros quesos para la pizza.
El Colby puede mezclarse con el Monterey Jack para producir un queso marmolado conocido como "Colby-Jack" o "Co-Jack". Las cuajadas de Colby coloreado y Monterey Jack sin colorear se mezclan antes de las fases de prensado y maduración, lo que produce el efecto marmolado. Es un queso muy popular; en 2006, se vendieron en los supermercados unos 38 millones de kg de Colby-Jack, más que las ventas individuales de Colby o Monterey Jack.
El queso Pinconning es un tipo de Colby que toma su nombre de Pinconning, Míchigan, donde fue creado en 1915 por Dan Horn, que se había trasladado a la ciudad desde Wisconsin. Horn creó el queso en respuesta a un exceso de vacas y leche en la ciudad. El queso Pinconning se ha consumido durante una amplia gama de periodos de maduración, incluyendo hasta 16 años.